# LDCom
LDCom (Louis Dreyfus Communication) était un groupe français de télécommunications filiale du groupe Louis-Dreyfus.

## Historique
LDCom Networks, de son nom complet, a été créé en avril 1998 par le groupe Louis-Dreyfus pour répondre aux besoins croissants de transmission de données et d'activités Internet à haut débit. Le groupe avait pour ambition de devenir un "fournisseur leader européen d'infrastructures et de services de transmission de données à haut débit dédié à une clientèle d'opérateurs de télécommunications et de fournisseurs de services Internet en Europe occidentale".
Son capital était détenu à 37 % par des sociétés d'investissement (Donaldson Lufkin & Jenrette (en), filiale du Crédit Suisse First Boston - 15 %, Marine-Wendel - 10 %, Alpha, Artémis, Goldman Sachs et Paribas Affaires Industrielles - 12 %). La société était dirigée par Jacques Veyrat.
La société possédait deux pôles d'activité :
- L'exploitation et la collocation d'infrastructures réseaux,
- La fourniture de services télécoms (bande passante, connectivité, hébergement).

En 2002 et 2003, LDCom s'est développé par opérations de croissance externes successives. Pêle-mêle, l'opérateur a acquis Kaptech, Firstmark (Suez), Belgacom France, 9 Telecom (Telecom Italia) et pour finir Siris SAS (Deutsche Telecom).
Fin 2002, le groupe lance ses premiers forfaits Internet haut débit pour le grand public. Et c'est sur la marque la plus connue, 9 Telecom, qu'elle décide de s’appuyer pour regrouper ses différentes activités et fonder sa nouvelle identité.
En mai 2004, LDCom change sa raison sociale et devient Neuf Telecom.
En décembre 2007, le groupe Louis-Dreyfus a cédé à SFR les parts qu'il détenait encore de l'opérateur, tournant ainsi définitivement la page.